# Rudolf von Hammerstein
Rudolf Georg Wilhelm Freiherr von Hammerstein (* 30. September 1735 in Loxten; † 17. August 1811 in Schenkenhorst) war ein hannoverscher Generalleutnant und Mitglied des bekannten Adelsgeschlechtes von Hammerstein.

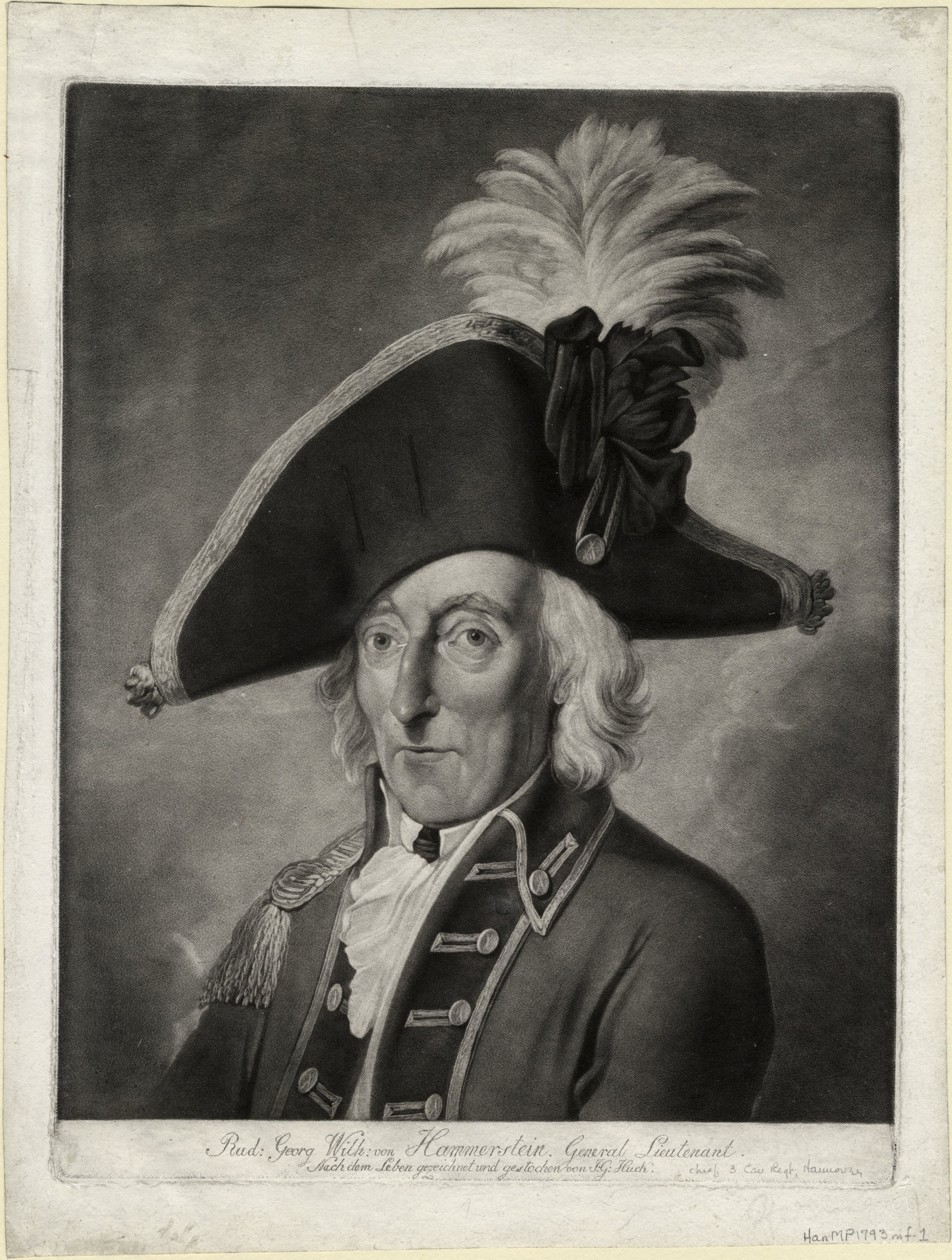
Rudolf Georg Wilhelm von Hammerstein als Generalleutnant, 1798

## Leben
Rudolf von Hammerstein war das siebte Kind von Friedrich Christoph von Hammerstein (1679–1740) aus der Loxtener Linie des Hauses Hammerstein und Bartha Sophie von der Schulenburg (1709–1785). Im Alter von sechzehn Jahren trat er am 13. April 1751 in das kurhannoveranische Infanterie-Regiment Garde ein und diente während des Siebenjährigen Krieges (1756–1763) unter dem Herzog Ferdinand von Braunschweig in Westdeutschland gegen Frankreich. Am 6. Februar 1756 wurde er Leutnant und am 3. August 1758 Hauptmann.
Die folgenden Friedensjahre nutzte er von 1763 bis 1765 zu einer ausgedehnten Reise durch die Niederlande, Frankreich, Böhmen und das Deutsche Reich. In den folgenden Jahren wechselte er mehrmals die Garnisonen. Im Jahre 1771 wurde er Major im Regiment „La Motte“ in Lüneburg und 1781 Oberstleutnant im Regiment „Graf Taube“. Im Jahre 1789 wurde er schließlich Oberst des 11. Regiments und übernahm drei Jahre später das 6. Infanterie-Regiment in Nienburg.
Während des Ersten Koalitionskrieges (1792–1797) war er an den Feldzügen in den Niederlanden beteiligt. Im Jahre 1793 zum Generalmajor befördert, führte er zunächst eine Brigade in den Schlachten bei Famars, Rexpoede, Hondschooten und Tourcoing unter dem Befehl des Herzogs von York.

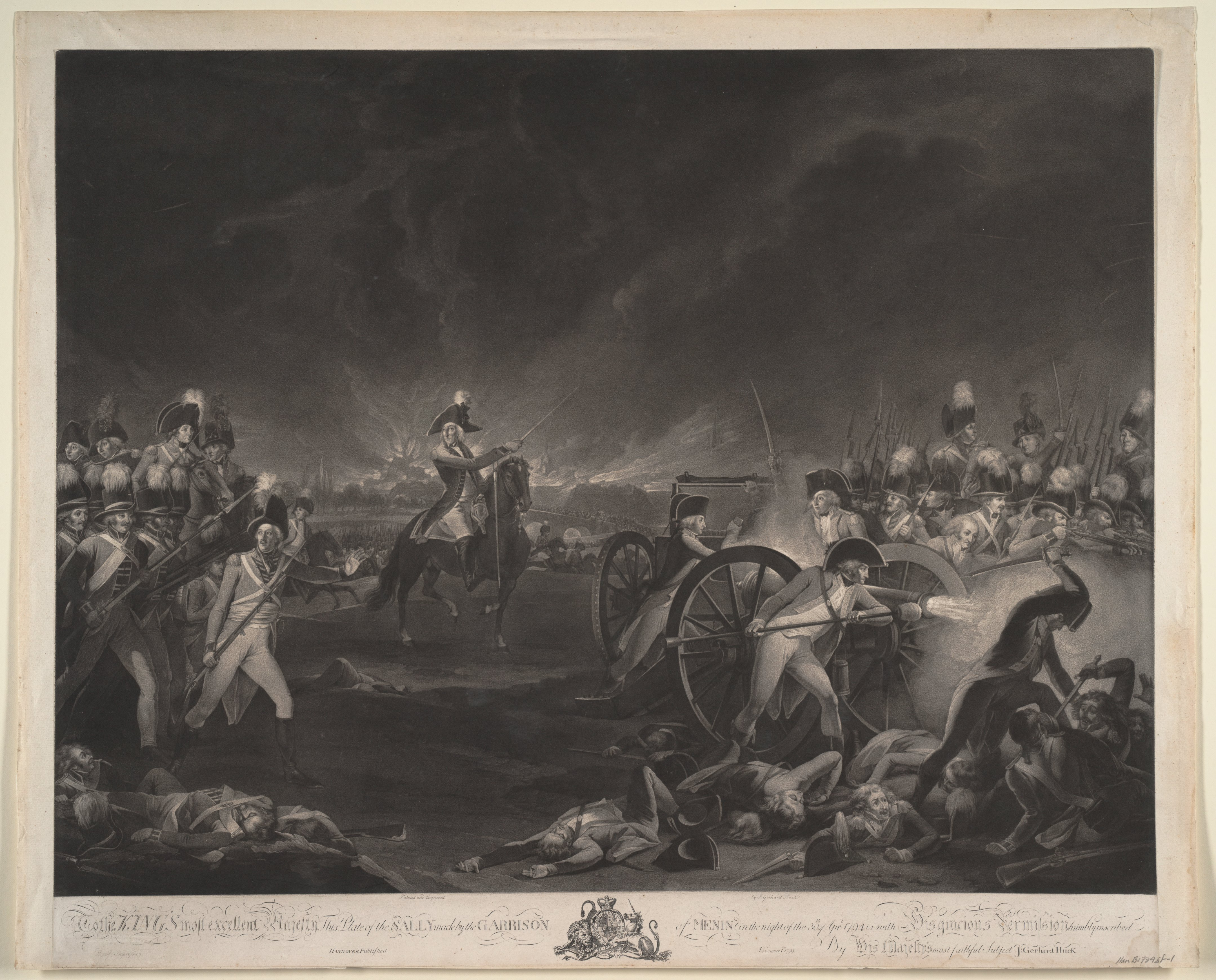
Ausbruch der hannoveranischen Garnison aus Menin, April 1794. Stich von Johann Gerhard Huck, 1799

Große Bekanntheit erwarb er sich während der Belagerung von Menin im April 1794. Mit 2500 Mann verteidigte er den Ort Menin gegen eine 20.000 Mann starke französische Armee unter Victor Moreau. Nach drei Tagen brach die kleine Garnison aus und schlug sich erfolgreich durch die französischen Linien. Dabei stand ihm Gerhard von Scharnhorst als Generalstabschef zur Seite, der über diese Kämpfe einen ausführlichen Bericht veröffentlichte. (siehe: Militärische Denkwürdigkeiten IV, Hannover 1803) In Anerkennung seines Verdienstes erhielt er von König Georg III. von England einen goldenen Degen übersandt. (Auf dem Griff stand „virtuti“ und auf der Klinge „For my country the King“) Später stieg er zum Befehlshaber aller hannoverschen Truppen auf und meisterte im Winter 1794/95 den schwierigen Rückzug aus den Niederlanden.

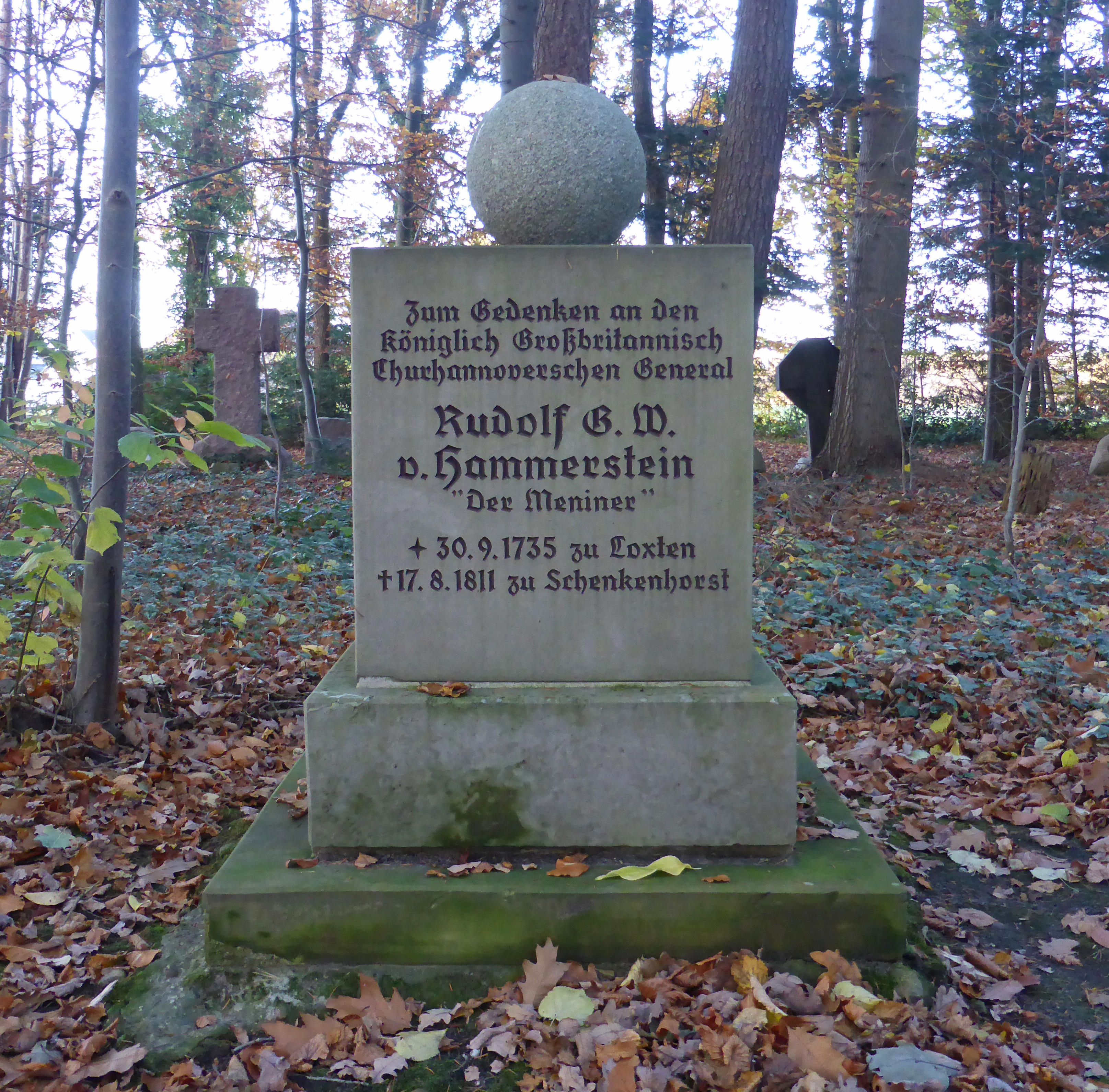
Gedenkstein in Steinhorst (Niedersachsen)

Nach dem Krieg erhielt er am 17. Mai 1798 die Beförderung zum Generalleutnant. Als die Armee des Kurfürstentums im Jahre 1803 nach dem französischen Einmarsch aufgelöst wurde (Konvention von Artlenburg), war Hammerstein gerade Divisionskommandeur und erhielt in den folgenden Jahren kein neues Kommando. Er lebte danach in Hannover, wo er sich für die ehemaligen Angehörigen des hannoverschen Militärs einsetzte. So erreichte er die Fortzahlung der Pensionen dieser Offiziere unter der französischen Besatzung. Seine letzten Lebensjahre verbrachte er auf einem Gut in Schenkenhorst bei Gardelegen/Altmark, das der Familie seiner Frau gehörte. Dort erlag er am 17. August 1811 im Alter von 75 Jahren einer Krankheit.

## Familie
Am 17. November 1772 heiratete er Louise Sophie Eleonore von Schenk von Flechtingen (* 12. August 1754; † 3. Juni 1835), mit der er vier Söhne und fünf Töchter hatte. Nachfolger wurde sein Sohn Ludwig Friedrich (* 20. Januar 1781; † 14. November 1852), dieser war seit dem 30. März 1838 mit Hermine Schmidt (* 26. April 1821; † 24. Januar 1899) verheiratet und hinterließ vier Kinder. Rudolfs ältester Sohn Ernst (* 23. Juni 1774; † um 1815) war 1794 Generaladjutant seines Vaters, 1795 Rittmeister und ging nach der Auflösung der hannoverschen Armee in russische Dienste, wo er starb.